# Jürgen Raithel
Jürgen Raithel (* 24. April 1969) ist ein deutscher Psychologe, Psychotherapeut, Erziehungs- und Sozialwissenschaftler sowie Fachbuchautor.

## Leben
Raithel studierte ab 1990 Psychologie, Pädagogik, Ethnologie, Anthropogeographie, Soziologie und Sportwissenschaft. Er promovierte 1998 im Fach Pädagogik an der Universität Bielefeld und 2004 im Fach Medizinsoziologie an der Charité – Universitätsmedizin Berlin. Er war Promotionsstipendiat am Evangelischen Studienwerk Villigst, ist Altvilligster und war in der Auswahlkommission zur Vergabe von Studienstipendien. Im Jahr 2005 habilitierte er sich an der Universität Bamberg zum Thema Geschlechtsidentitätsentwicklung im Jugendalter. 2011 erfolgte der Ruf auf eine Professur für Gesundheitspsychologie an die Hochschule für Gesundheit & Sport, Technik & Kunst in Berlin. Von 2014 bis 2016 hatte er eine Gastprofessur für Umwelt- und Verkehrspsychologie an der Kirgisischen Staatsuniversität für Bauwesen, Verkehr und Architektur (KSUCTA) in Bischkek inne.
Raithel hat eine Ausbildung zum kognitiven Verhaltenstherapeuten und in systemischer Therapie absolviert. Er ist Fachpsychologe für Gesundheitspsychologie, Psychotherapie, Rechtspsychologie, Verkehrspsychologie sowie Kinder- und Jugendpsychologie (FSP).
Raithel beschäftigt sich als Jugendforscher mit jugendlichen Entwicklungsprozessen im Zusammenhang mit Problemverhalten bzw. Risikoverhalten. Er arbeitete ethnologisch und empirisch zur Lebensphase Jugend und konzipierte ein System zum Risikoverhalten im Jugendalter. Er engagiert sich im Bereich nachholender Entwicklung in Westafrika und Zentralasien. Seine Forschungsschwerpunkte sind Entwicklungssoziologie, Ethnopsychologie/-soziologie, Umweltpsychologie und klinische Psychologie/Gesundheitspsychologie. Arbeitsschwerpunkte sind Diagnose und Begutachtung im Bereich Rechts- und Verkehrspsychologie.

## Werke (Auswahl)
- mit Andreas Widmer: Deviantes Verkehrsverhalten: Grundlagen, Diagnostik und verkehrspsychologische Therapie. Hogrefe Verlag, 2012, ISBN 978-3-8017-2353-8.
- Quantitative Forschung: Ein Praxiskurs. VS Verlag für Sozialwissenschaften, 2012, ISBN 978-3-531-16181-5.
- Jugendliches Risikoverhalten: Eine Einführung. VS Verlag für Sozialwissenschaften, 2011, ISBN 978-3-531-18320-6.
- Die Stilisierung des Geschlechts: Jugendliche Lebensstile, Risikoverhalten und die Konstruktion von Geschlechtlichkeit. Beltz Juventa, 2005, ISBN 3-7799-1742-4.
- Gesundheitsrelevantes Verhalten und Lebensstile Jugendlicher. Pabst Science Publishers, 2004, ISBN 3-89967-177-5.
- mit Jürgen Mansel: Kriminalität und Gewalt im Jugendalter: Hell- und Dunkelfeldbefunde im Vergleich. Juventa Verlag, 2003, ISBN 3-7799-1740-8.
- Risikoverhaltensweisen Jugendlicher: Formen, Erklärungen und Prävention. Leske + Budrich Verlag, 2001, ISBN 3-8100-2849-5.

## Publikationsliste
Monographien:
- mit A. Widmer: Deviantes Verkehrsverhalten. Grundlagen, Diagnostik und verkehrspsychologische Therapie. Hogrefe, Göttingen 2012.
- Jugendliches Risikoverhalten. Eine Einführung. 2. Auflage. Wiesbaden: VS 2004.
- mit Bernd Dollinger und G. Hörmann: Einführung Pädagogik. Begriffe, Strömungen, Klassiker, Fachrichtungen. 3. Auflage. VS, Wiesbaden 2009.
- Quantitative Forschung. Ein Praxiskurs. 2. Auflage. VS, Wiesbaden 2008.
- mit B. Dollinger: Einführung in Theorien abweichenden Verhaltens. Beltz, Weinheim 2006.
- Die Stilisierung des Geschlechts. Jugendliche Lebensstile, Risikoverhalten und die Konstruktion der Geschlechtlichkeit. Juventa, Weinheim 2005.
- Gesundheitsrelevantes Verhalten und Lebensstile Jugendlicher. Pabst, Lengerich 2004.
- Unfallursache: Jugendliches Risikoverhalten. Verkehrsgefährdung Jugendlicher, psychosoziale Belastungen und Prävention. Juventa, Weinheim 1999.

Herausgeberbände:
- mit B. Dollinger: Aktivierende Sozialpädagogik. Ein kritisches Glossar. VS, Wiesbaden 2006.
- mit J. Mansel: Kriminalität und Gewalt im Jugendalter. Hell- und Dunkelfeldbefunde im Vergleich. Juventa, Weinheim 2003.
- Risikoverhaltensweisen Jugendlicher. Formen, Erklärungen und Prävention. Leske + Budrich, Opladen 2003.

Buchbeiträge:
- Risikoverhalten: Waghalsige Aktivitäten und Mutproben. In: B. Stier, R. Winter (Hrsg.): Jungen und Gesundheit. Ein interdisziplinäres Handbuch für Medizin, Psychologie und Pädagogik. Kohlhammer, Stuttgart 2013, S. 353–358.
- Risikoverhalten Jugendlicher und Straßenverkehrsteilnahme. In: R. Schaffhauser (Hrsg.): Jahrbuch zum Straßenverkehrsrecht 2010. Universität St. Gallen 2010, S. 55–71.
- Die Lebensphase Adoleszenz – körperliche, psychische und soziale Entwicklungsaufgaben und ihre Bewältigung. In: K. K. H. Allianz (Hrsg.): Weißbuch Prävention. Springer, Berlin 2010, S. 11–22.
- Gesundheitsrelevantes Risikoverhalten unter Jugendlichen. In: H. Hackauf, H. Ohlbrecht (Hrsg.): Jugend und Gesundheit. Ein Forschungsüberblick. Juventa, Weinheim 2010, S. 160–177.
- Umgang von PädagogInnen mit Risiko – eine Frage der Haltung. In: J. Einwanger (Hrsg.): Mut zum Risiko. Herausforderungen für die Arbeit mit Jugendlichen. Reinhardt, München 2007, S. 77–84.
- Lebensstiltypologien Jugendlicher und junger Erwachsener in Deutschland. Ein Forschungsüberblick. In: H. Merkens, J. Zinnecker (Hrsg.): Jahrbuch Jugendforschung 2006. VS, Wiesbaden 2006, S. 271–289.
- Beratung im Spannungsfeld zwischen Anspruch und Wirklichkeit. In: B. Dollinger, J. Raithel: Aktivierende Sozialpädagogik. VS, Wiesbaden 2006, S. 41–50.
- mit B. Dollinger: Case-Management: Koordinierte Hilfe oder konzentrierte Kontrolle? In: B. Dollinger, J. Raithel (Hrsg.): Aktivierende Sozialpädagogik. VS, Wiesbaden 2006, S. 79–89.
- Fast-Food-Konsum im Jugendalter. In: H. Heseker (Hrsg.): Neue Aspekte der Ernährungsbildung. Umschau-Zeitschriftenverlag, Frankfurt 2005, S. 59–63.
- Riskante Straßenverkehrsteilnahme Jugendlicher. In: H. Merkens, J. Zinnecker (Hrsg.): Jahrbuch Jugendforschung 2005. VS, Wiesbaden 2005, S. 143–158.
- Substanzkonsum als lebensstilistische Inszenierung? In: B. Dollinger, W. Schneider (Hrsg.): Sucht als Prozess. Sozialwissenschaftliche Perspektiven für Forschung und Praxis. VWB, Berlin 2005, S. 169–185.
- Jugendorganisationen und Risikoverhalten Jugendlicher. Ein Vergleich unterschiedlicher Verbandstypen. In: H. Merkens, J. Zinnecker (Hrsg.): Jahrbuch Jugendforschung 2004. VS, Wiesbaden 2004, S. 222–241.
- Riskante Verhaltensweisen bei Jungen. Zum Erklärungshorizont risikoqualitativ differenter Verhaltensformen. In: T. Altgeld (Hrsg.): Männergesundheit. Neue Herausforderungen für Gesundheitsförderung und Prävention. Juventa, Weinheim 2004, S. 137–154.
- mit J. Mansel: Verzerrungsfaktoren im Hell- und Dunkelfeld und die Gewaltentwicklung. In: J. Raithel, J. Mansel (Hrsg.): Kriminalität und Gewalt im Jugendalter. Hell- und Dunkelfeldbefunde im Vergleich. Juventa, Weinheim 2003, S. 7–24.
- mit J. Mansel: Kriminalitätsbegünstigende Entwicklungsbedingungen im Jugendalter. In: J. Raithel, J. Mansel (Hrsg.): Kriminalität und Gewalt im Jugendalter. Hell- und Dunkelfeldbefunde im Vergleich. Juventa, Weinheim 2003, S. 25–40.
- mit M. Limbourg, I. Niebaum und S. Maifeld: Mutproben im Kindes- und Jugendalter. In: M. Schweer (Hrsg.): Das Jugendalter. Perspektiven pädagogisch-psychologischer Forschung. Peter Lang, Berlin 2003, S. 81–108.
- Mutproben als moderne Initiationsriten für Jugendliche? In: S. Escher, H. M. Griese (Hrsg.): Ritualtheorie, Initiationsriten und empirische Jugendweiheforschung. Lucius & Lucius, Stuttgart 2002, S. 34–46.
- Explizit risiko-konnotative Aktivitäten und riskante Mutproben. In: J. Raithel (Hrsg.): Risikoverhaltensweisen Jugendlicher. Leske + Budrich, Opladen 2001, S. 237–248.
- Risikoverhaltensweisen Jugendlicher – Ein Überblick. In: J. Raithel (Hrsg.): Risikoverhaltensweisen Jugendlicher. Leske + Budrich, Opladen 2001, S. 11–29.
- mit M. Limbourg und K. Reiter: Jugendliche im Straßenverkehr. In: J. Raithel (Hrsg.): Risikoverhaltensweisen Jugendlicher. Leske + Budrich, Opladen 2001, S. 201–215.
- Arbeitsorganisation. In: C. Gerwing, N. Orthey, J. Raithel, M. Walber, W. Wittwer (Hrsg.): Außerfachliche Qualifizierung für Telearbeiter/innen. Universität Bielefeld 1999, S. 66–89.

## Rezensionen
- C. Steinebach (Hrsg.): Handbuch Psychologische Beratung. Klett-Cotta, Stuttgart 2006. In: Sozialwissenschaftliche Literatur Rundschau. 54, 2007, S. 122–124.
- F. Netstmann, F. Engel, U. Sickendiek (Hrsg.): Das Handbuch der Beratung. Band 2: Ansätze, Methoden und Felder. dgvt-Verlag, Tübingen 2004. In: Sozialwissenschaftliche Literatur Rundschau. 54, 2007, S. 124–126.
- Susanne Zimmermann: Sexualpädagogik in der BRD und in der DDR im Vergleich. Psychosozial, Gießen 1999, ISBN 3-932133-61-7. In: Pro Familia Magazin. September 1999.